# Cristina Huete (productora)
Cristina Huete es una productora de cine española. Lleva producidas 20 películas en 4 décadas, cuatro de ellas galardonadas con Premios Goya y premios Óscar. 

## Biografía
Nacida en Sao Paulo, Brasil. Hija de Manuel Huete Aguilar, dibujante de cómics y actor. Está casada con el director de cine Fernando Trueba y son padres de Jonás Trueba.

## Trayectoria profesional
Huete ha desarrollado su carrera profesional como productora de cine. En 1992 consiguió su primer Goya a la Mejor Película  con Belle Epoque del director Fernando Trueba, que es también su pareja y colaborador habitual. La película obtuvo además el Premio Óscar a la mejor película de habla no inglesa.
El 1999 recibió el segundo Goya a la mejor película por La niña de tus ojos, igualmente dirigida por Trueba. 
Fue reconocida con el Goya a la Mejor película de Animación por Chico y Rita, su primera incursión en el campo de la producción de animación. Fue nominada al Mejor Largometraje de Animación en los Oscar del año 2011. 
En 2014 logró de nuevo el Goya a mejor película con Vivir es fácil con los ojos cerrados, de David Trueba.
En 2019 fue distinguida, en el marco del Festival Internacional de Cine de Gijón, con el Premio Mujer de Cine, otorgado por la iniciativa Mujeres de Cine.